# Lý Thiếu Quân
Lý Thiếu Quân  (tiếng Trung: 李少君; bính âm: Lǐshǎojūn) là một đạo sĩ và phương sĩ (magicians) sống vào đời nhà Hán ở Trung Quốc.
Vào đời Tần Thủy Hoàng và các đời vua Hán, các phương sĩ rất được sủng ái. Đời Hán, đứng đầu các phương sĩ là Lý Thiếu Quân. Lý đề xướng một quan điểm mới. Muốn thành tiên thì phải luyện đan. Đan tức là kim đan, ăn kim đan này ắt thành tiên, không những sống lâu không chết (trường sinh cửu thị) mà còn có pháp thuật biến hóa khác nữa. Kim đan được tinh luyện từ thần sa, còn gọi là chu sa. Thần sa (cinabarit) chính là sulfide thủy ngân. Có thuyết cho rằng chu sa chính là một thứ phẩm màu đỏ, theo lời tương truyền, có thể ban cho sự sống nếu được tinh luyện và ăn vào. Nhưng thực tế, cả hai – sulfide thủy ngân hoặc phẩm đỏ chu sa – đều là những chất độc, không thể ăn được. Hán Vũ Đế bị Lý Thiếu Quân thuyết phục (năm 133 TCN). Phương pháp luyện kim đan của họ Lý là chuyển hóa chu sa thành vàng. Xét về cơ sở ban đầu, thuật luyện kim Đông và Tây giống nhau, nhưng tại Trung Quốc điều đặc biệt quan trọng chính là ăn thứ kim đan ấy, để có thể thành tiên trường sinh bất tử. Đó là điều khác biệt cơ bản của thuật đan Trung Quốc và thuật luyện đan (alchemy) Tây phương.